# 諸葛斌
諸葛斌（？—1647年），字士倫，福建省泉州府晉江縣人，南明軍事人物，光祿卿諸葛倬從子，官至「監紀推官」。

## 事蹟
明永曆元年（1647年）8月，鄭成功從九都回，諸葛斌與鄉紳沈佺期、林喬丹、郭符甲等人起兵響應，獲鄭成功委以監紀推官之職。當時鄭成功計畫出兵攻取泉州府但久攻不下，適逢清泉州西門守將楊義與諸葛斌互通約爲內應以協助鄭軍攻城。是日晚間，時任泉州提督趙國祚調整兵力將楊義調守東門，此一變動致使楊義無法及時聯絡諸葛斌，諸葛斌率眾臨城，與副將蔡參等員均全軍覆沒。